# 197. poljska artilerijska brigada (ZDA)
197. poljska artilerijska brigada (izvirno angleško 197th Field Artillery Brigade) je bila poljska artilerijska brigada Kopenske vojske Združenih držav Amerike.

## Odlikovanja
- predsedniška omemba enote